# Eugène Flanneau
Eugène Flanneau, né à Bruxelles le 7 octobre 1821 et mort à Ixelles le 8 octobre 1891 à son domicile 29 rue de Naples, est un architecte belge actif à Bruxelles, qui pratiqua principalement le style éclectique. Il est le fils de Julien Joseph Flanneau, directeur au Ministère de la guerre, et de Marie Joseph Brice, elle-même sœur du peintre Ignace Brice et fille du peintre Antoine Brice et de Catherine Leroux.
Son fils Octave Flanneau devint également architecte et suivit les traces de son père dont il acheva certaines œuvres.

## Biographie
Eugène Flanneau commença sa carrière d'architecte vers 1854 sans que l'on sache exactement où il reçut sa formation. Sans doute reçut-il l'influence du milieu artistique qui l'entourait, son oncle Ignace Brice étant professeur à l’Académie royale des beaux-arts de Bruxelles et membre de la Société des Beaux-arts de Bruxelles. Son frère Édouard Gustave Auguste Flanneau (1834-1870), époux de Mathilde Eugénie Jeanne Robyns (1836-1912), était le beau-frère d'Auguste Poelaert, époux d'Élise Robyns et frère de l'architecte Joseph Poelaert.
Il est considéré comme un « brillant représentant du style Second Empire en Belgique ». Cette œuvre éclectique et très chargée était dans le goût du temps et l'historien d'art Paul De Zuttere nous cite le témoignage d'une admiratrice contemporaine, la baronne Wilmar, pour qui : « M. Flaneau (sic) est l'architecte des maisons luxueuses : quant à moi j'admire ces ouvrages partout où je les rencontre et je me dérange même pour aller les trouver ».
Eugène Flanneau avait épousé Elvire Englebert née à Glimes le 12 avril 1824 et décédée à Ixelles le 15 novembre 1894, fille d'Auguste François Joseph Englebert et de Jeanne Dejardin.

## Œuvres
- 1854 : maison boulevard de l'Abattoir à l'angle de la rue de la Poudrière[5].
- 1856 : immeuble rue du Commerce au coin de la rue du Luxembourg[5].
- 1872 : maison à l'angle de la rue de la Régence et du Sablon[6].
- 1875 : rue du Trône[6].
- 1861-1864 : maisons néoclassiques aux 39, 41 et 46 rue du Midi[5].
- 1863 : immeuble rue de l'Industrie au coin du square Frère-Orban (olim place de l'Industrie)[5].
- 1875 : petit immeuble avenue Louise, 202[7].
- 1888 : rue Saint-Bernard, no 7[5]. Maison de style éclectique datée de 1888 selon G. De Keyser[8].
- 1888 : rue de la Source, numéros 115-117[5]. Datée de 1888 selon l'Inventaire du Patrimoine architectural[9].